# Utopia of the Seas
Utopia of the Seas es un crucero de Royal Caribbean International. Es el sexto barco de la Clase Oasis y entró en servicio en el 19 de julio de 2024. Es más grande que su barco gemelo Wonder of the Seas por tonelaje bruto.

## Construcción

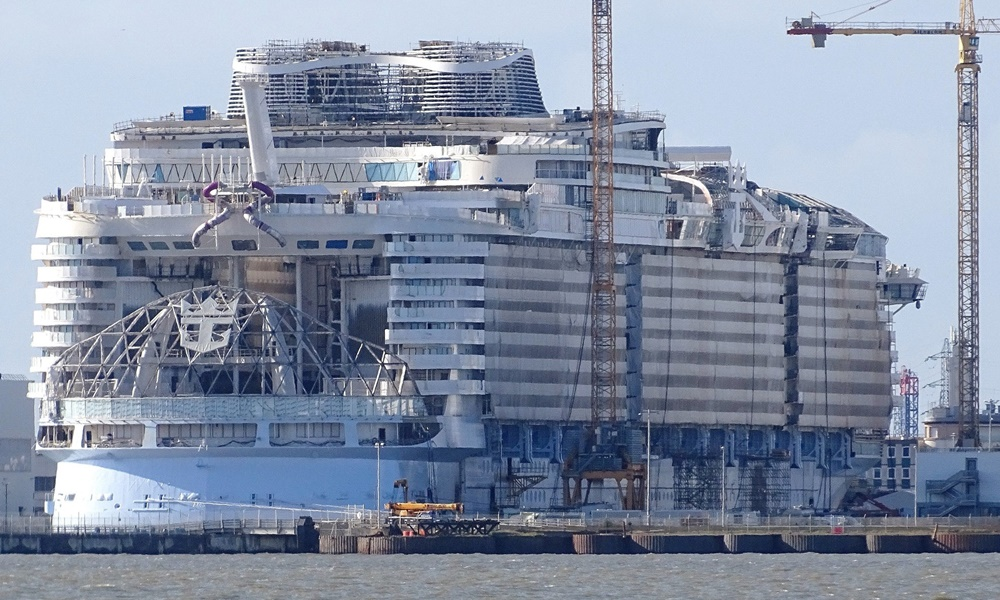
Utopia of the Seas en construcción, abril de 2023.

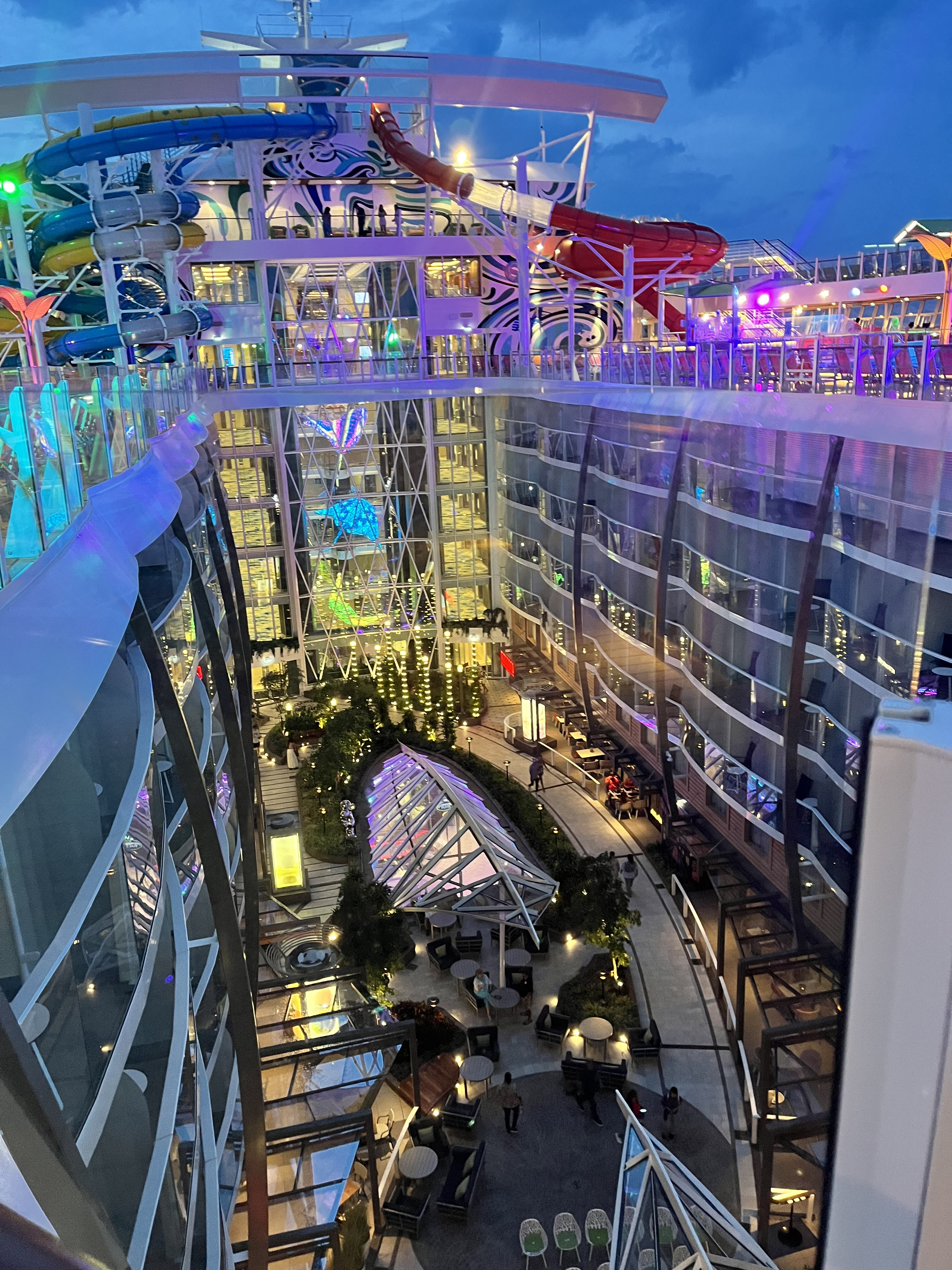
Terraza de la piscina del Utopia of the Seas

El 18 de febrero de 2019, Royal Caribbean anunció un pedido de un sexto y último crucero de clase Oasis. Es el primero de su clase en funcionar con gas natural licuado (otros cruceros como los de clase Excellence ya operan con ese combustible).
Royal Caribbean solicitó registrar una marca comercial para Utopia of the Seas en 2021, de otros 23 nombres de barcos.
El 5 de abril de 2022, Royal Caribbean anunció el nombre, Utopia of the Seas y la ceremonia de corte de acero. y comienca la construcción.
Secciones fue construir a CRIST
La colocación de quilla tuvo lugar el 1 de julio de 2022.
El buque dejas el muelle del edificio in septiembe 2023.
Los tanques de GNL fueron construidos por Wärtsila y entregados en noviembre de 2022.
Las pruebas comenzaron el 7 de mayo.
Salió del astillero en 23 de junio.

## Historial operativo
El Utopia of the Seas fue entregado a Royal Caribbean el 13 de junio de 2024, partiendo del astillero diez días después, y llegó a Puerto Cañaveral el 11 de julio.  Comenzó su viaje inaugural el 19 de julio desde Puerto Cañaveral.